# Nicholas Savard L'Herbier
 (novembre 2014).
 (novembre 2014).
Nicholas Savard L'Herbier est un musicien, compositeur et acteur québécois spécialisé dans le doublage québécois.
Il est entre autres, la voix québécoise de Sebastian Stan, Jay Baruchel, Robert Pattinson, Dave Franco et Michael Cera.

## Doublage

### Cinéma

#### Films
| - Sebastian Stan dans : - Capitaine America : Le Premier Vengeur (2011) : Bucky Barnes - Disparue (2012) : Billy - Capitaine America : Le Soldat de l'hiver (2014) : Bucky Barnes / le Soldat de l'hiver - Seul sur Mars (2015) : Dr Chris Beck - Capitaine America : La Guerre civile (2016) : Bucky Barnes / le Soldat de l'hiver - Le destin des Logan (2017) : Dayton White - Moi, Tonya (2017) : Jeff Dilooly - Panthère noire (2018) : Bucky Barnes / le Soldat de l'hiver (caméo) - Avengers : La guerre de l'infini (2018) : Bucky Barnes / le Loup blanc - Destruction (2019) : Chris - Avengers : Phase finale (2019) : Bucky Barnes / le Loup blanc - 355 (2022) : Nick - Bêtement riche (2023) : Vlad Tenev (en) - Un homme différent (2024) : Edward - Jay Baruchel dans : - Grossesse surprise (2007) : Jay - Les fans (2009) : Windows - Trop belle ! (2010) : Kirk - Notre-Dame-de-Grâce (2010) : Victor - Goon : Dur à cuire (2011) : Pat - RoboCop (2014) : Tom Pope - Goon : Le Dernier des durs à cuire (2017) : Pat - La bienveillance des inconnus (2019) : John Peter - Random Acts of Violence (en) (2020) : Ezra - BlackBerry (2023) : Mike Lazaridis - Humain (2024) : Jared York - Robert Pattinson dans : - Harry Potter et la Coupe de feu (2005) : Cédric Diggory - Twilight : La Fascination (2008) : Edward Cullen - La Saga Twilight : Tentation (2009) : Edward Cullen - La Rage de vivre (2010) : Tyler Hawkins - La Saga Twilight : Hésitation (2010) : Edward Cullen - La Saga Twilight: Révélation - Partie 1 (2011) : Edward Cullen - La Saga Twilight: Révélation - Partie 2 (2012) : Edward Cullen - La carte des étoiles (2014) : Jerome Fontana - Le phare (2019) : Ephraim Winslow/Thomas Howard - Tenet (2020) : Neil - Le Batman (2022) : Bruce Wayne / Batman - Dave Franco dans : - Vampire, vous avez dit vampire ? (2011) : Mark - 21 Jump Street (2012) : Eric - Zombie malgré lui (2013) : Perry Kelvin - Insaisissable (2013) : Jack Wilder - Les Voisins (2014) : Pete - Affaires non classées (2015) : Mike Pancake - Les Voisins 2 : La Hausse de la sororité (2016) : Pete - Insaisissable 2 (2016) : Jack Wilder - Nerve : Voyeur ou joueur ? (2016) : Ian / Sam - L'Artiste du désastre (2017) : Greg Sestero - D'amour et de sang (2024) : J. J. - Michael Cera dans : - Supermalades (2007) : Evan - L'An Un (2009) : Oh - Ados en révolte (2009) : Nick Twisp / François Dillinger - Scott Pilgrim vs le monde (2010) : Scott Pilgrim - Le jeu de Molly (2017) : joueur X - Gloria Bell (2018) : Peter - Scénario de rêve (2023) : Trent - Drake Bell dans : - Les Tiens, les Miens et les Nôtres (2005) : Dylan North - Film de super-héros (2008) : Rick Riker - Bienvenue à l'université (2008) : Kevin Brewer - Logan Lerman dans : - Le Nombre 23 (2007) : Robin Sparrow - 3:10 pour Yuma (2007) : William Evans - Gamer (2009) : Simon - Ryan Merriman dans : - Destination ultime 3 (2006) : Kevin Fischer - The 5th Quarter (2010) : Jon Abbate - 42 (2013) : Dixie Walker - Kevin Zegers dans : - La Chevauchée de Virginia (2002) : Darrow Raines - L'ange de pierre (2007) : John - La Cité des ténèbres : La Coupe mortelle (2013) : Alec Lightwood - Dave Annable dans : - Le petit carnet noir (2004) : Bean - C'est quoi ton numéro? (2011) : Jake Adams - Michael Arden dans : - La Guerre des mariées (2009) : Kevin - Code source (2011) : Derek Frost - Corbin Bleu dans : - Mission sans permission (2004) : Austin - Free Style (2008) : Cale Bryant - Joseph Cross dans : - Introuvable (2008) : Owen Reilly - Milk (2008) : Dick Pabich - Joe Dinicol dans : - Kart Racer (2003) : Rodney Wells - Le Marécage (2006) : Brendan Manville - Tyler Hoechlin dans : - Solstice (2008) : Nick - Le Passe-Droit (2011) : Gerry - Thomas Mann dans : - Projet X (2012) : Thomas Kub - Hansel et Gretel : Chasseurs de sorcières (2013) : Ben - Hunter Parrish dans : - Encore 17 ans (2009) : Stan - C'est compliqué (2009) : Luke - Evan Peters dans : - Chacun son combat (2008) : Max Cooperman - Kick-Ass (2010) : Todd Haynes - Ryan Pinkston dans : - Tellement menteur (2007) : Sam Leonard - Ados extrêmes (2008) : Mike - Ramón Rodríguez dans : - Transformers : La Revanche (2009) : Leo Spitz - Mission : Los Angeles (2011) : Lieutenant William Martinez | - Josh Peck dans : - Des Extraterrestres dans le grenier (2009) : Sparks (voix) - L'Aube rouge (2012) : Matt Eckert - 1995 : Le Big Green : Une équipe sans pareille : Newt Shaw (Bug Hall) - 1995 : Les Apprentis-Chevaliers : Alex (Johnny Morina) - 1997 : Voici Wally Sparks (en) (Meet Wally Sparks) de Peter Baldwin : Robby Preston (Glenn Walker Harris Jr.) - 2003 : This Thing of Ours : Austin Palermo (Louis Vanaria) - 2004 : Le Tour du Monde en 80 jours : Bak Mei (Daniel Wu) - 2004 : La Grande Débandade : Dime (Ryan Belleville) - 2004 : Catastrophe Naturelle: Feu : Chris (Josh Cohen) - 2006 : Aquamarine : Raymond (Jake McDorman) - 2006 : Sasquatch et Cie : Shane (Michael Mitchell) - 2006 : John Tucker doit mourir : John Tucker (Jesse Metcalfe) - 2006 : Blind Dating : Larry (Eddie Kaye Thomas) - 2006 : Pénélope : Edward Vanderman III (Simon Woods) - 2006 : Le retour des braves : Jordan Owens (Chad Michael Murray) - 2007 : La Justice du Ring : Flipper (Dwain Murphy) - 2007 : Piégés: La Deuxième Séduction : Sam Compton (Tyler Johnston) - 2007 : Accros du Rétro : Justin Schumacher (Jamie Kennedy) - 2007 : Charlie Bartlett : Murphey Bivens (Tyler Hilton) - 2007 : Le Chercheur: À l'assaut des ténèbres : Robin Stanton / Paul Stanton (Edmund Entin / Gary Entin) - 2007 : Alice dans tous ses états : Lester McKinley (Lucas Grabeel) - 2007 : Comebacks : Randy Randinger (Martin Spanjers) - 2008 : L'assassinat du président de l'école : Marlon Piazza (Luke Grimes) - 2008 : Dansez dans les rues 2 : Chase Collins (Robert Hoffman) - 2008 : Le Chalet : Chun Yo Fu (Jonathan Chan-Pensley) - 2008 : Drillbit Taylor : Terry Filkins (Alex Frost) - 2008 : Pathologie : Griffin Cavanaugh (Johnny Whitworth) - 2008 : Street Racer de Teo Konuralp : Steve (Dustin Fitzsimons) - 2008 : Le Rocker : Curtis (Teddy Geiger) - 2008 : La Guerre de l'ombre : Frankie (Conor MacNeill) - 2008 : Boogeyman 3 : David (Chuck Hittinger) - 2008 : Gran Torino : Thao (Bee Vang) - 2008 : Lancé-Frappé 3: La Ligue Junior : Henri Miller (Hunter Elliott) - 2009 : Screamers: La Chasse : Guy (Stephen Amell) - 2009 : Rapides et Dangereux 4 : Malik (Neil Brown Jr.) - 2009 : L'Agent provocateur : John Yuen (John Yuan) - 2009 : Combats de rue : Ajax (Michael Rivera) - 2009 : Ma vie en ruines : Gator (Jareb Dauplaise (en)) - 2009 : Terre Perdue : Cha-Ka (Jorma Taccone) - 2009 : Je t'aime, Beth Cooper : Denis Cooverman (Paul Rust) - 2009 : Le tournoi de la mort : Rob (Iddo Goldberg) - 2009 : L'Aube des survivants : Frankie Dalton (Michael Dorman) - 2009 : Rockeurs dans le sang : Hugo (Chris Ratz) - 2009 : La Famille Jone$ : Mick Jones (Ben Hollingsworth) - 2009 : Universal Soldier : Régénération : le capitaine Kevin Burke (Mike Pyle) - 2009 : Il était une fois John : George Harrison (Sam Bell) - 2009 : Folies de graduation : Le Livre de l'amour : Scott Stifler (John Patrick Jordan) - 2009 : Alvin et les Chipmunks, la suite : Ryan (Kevin G. Schmidt) - 2010 : Le Spa à remonter dans le temps : Chaz (Charlie McDermott) - 2010 : Le Trotski : Dwight (Jesse Rath) - 2010 : Le Dernier Maître de l'air : Sokka (Jackson Rathbone) - 2010 : Charlie St. Cloud : Latham (Miles Chalmers) - 2010 : 13 Assassins : Higuchi Gennai (Yûma Ishigaki) - 2010 : Daydream Nation : Paul (Landon Liboiron) - 2010 : Tout pour un A : Anson (Jake Sandvig (en)) - 2010 : Encore toi ! : Charlie (Sean Wing) - 2010 : Prends mon âme : Brandon O'Neil (Nick Lashaway (en)) - 2011 : Sanctum : J. D. (Christopher Baker) - 2011 : Le Chaperon rouge : Peter (Shiloh Fernandez) - 2011 : Frissons 4 : Robbie Mercer (Erik Knudsen) - 2011 : Le Grand Soir : Rolo (Joe Adler) - 2011 : Honey 2 : Brandon (Randy Wayne) - 2011 : Margaret : Paul Hirsh (Kieran Culkin) - 2012 : La Cabane dans les bois : Marty Mikalski (Fran Kranz) - 2012 : Flicka: Fierté des plaines : Briggs (Max Lloyd-Jones) - 2012 : Bataille navale : Jimmy « Ordy » Ord (Jesse Plemons) - 2012 : La Ligue des Braves : Jimmy (Tyler Hill) - 2012 : Belles et rapides : Tommy Southern (Noel Clarke) - 2012 : The Last Ride : Silas (Jesse James) - 2012 : Hit and Run : Terry Rathbinn (Jess Rowland) - 2012 : Les voyants rouges (Red Lights) : Ben (Craig Roberts) - 2013 : 30 Nights of Paranormal Activity with the Devil Inside the Girl with the Dragon Tattoo : Taylor (Peter Gilroy) - 2013 : Sublimes Créatures : Ethan Wate (Alden Ehrenreich) - 2013 : L'opéra de la terreur : Eric (Lou Taylor Pucci) - 2013 : Kick-Ass 2 : Todd Haynes / Ass-Kicker (Augustus Prew) - 2013 : Le Combat de l'année : Sniper (Sawandi Wilson) - 2014 : Le Besoin de vitesse : Benny (Kid Cudi) - 2014 : Divergence : Caleb (Ansel Elgort) - 2014 : Noé : Shem (Douglas Booth) - 2018 : Avec Amour, Simon : Lyle (Joey Pollari) - 2018 : Carnage chez les Joyeux Touffus : Bumblypants (Kevin Clash) (voix) - 2018 : Vérité ou Conséquence : Lucas Moreno (Tyler Posey) - 2018 : Nation Destruction : Johnny (Cody Christian) - 2019 : Aladdin : le prince Anders (Billy Magnussen) - 2019 : Le Roi lion : Timon (Billy Eichner) - 2020 : Open Source : Derek Miller (Jesse Metcalfe) |

#### Films d'animation
- 1994: The Lion King : Timon
- 2008 : Chimpanzés de l'espace : Daniel, le dauphin

- 2008 : Garfield's Fun Fest : Jeff l'Ours
- 2008 : Les Rebelles de la forêt 2 : Fifi
- 2009 : El Delfin: La historia de un soñador : Daniel, le dauphin
- 2013 : Turbo : Smoove Move
- 2014 : Les Nouveaux Héros : Wasabi
- 2015 : La Guerre des tuques 3D : Luc
- 2016 : Les Trolls : Roi Avarie Fils
- 2017 : Lego Batman : Le film : Robin
- 2017 : Les Schtroumpfs : Le Village perdu : Schtroumpf Madadroit
- 2017 : Mon Petit Poney, le film : Gruber
- 2018 : Sherlock Gnomes : Moraity
- 2018 : Teen Titans Go! Le film : Cyborg
- 2018 : Ralph brise l'internet : Eboy
- 2019 : UglyDolls : Lucky Bat
- 2020 : En avant : Barley Lightfoot
- 2022 : DC Krypto Super-Chien : Ace

### Télévision

#### Téléfilms
- 2010 : Tricheurs : Ben Cruikshank (Andrew Francis)
- 2010 : Ma gardienne est un vampire : James (Jamie Johnston)

#### Séries télévisées
- 2000 - 2002: Mystère Zack : Zack Greenburg (Robert Clark (en))
- 2001 - 2005: Edgemont : Gil Kurvers (Richard Kahan)
- 2005 - 2007: La Vie selon Annie : Hal Hawthorne (Justin Bradley)
- 2009 - 2011: Les vies rêvées d'Érica : Kai Booker (Sebastian Pigott)
- 2010 : Les Piliers de la Terre : Henry, 15 ans (Freddie Boath) (mini-série)
- 2010 - 2013 : Fitz : Ruptal 2 (Shaun Shetty)
- 2011 : Médecins de combat : Terrel Ford (Dwain Murphy)
- 2011 : Le Fou de l'hôtel : Gurjit Bhatti (Gary Gill)
- 2011 - 2013 : Mudpit : Reese / Dodge (Vas Saranga)
- 2012 : Un monde sans fin : Matthias (Jason Langley) (mini-série)
- 2017 - 2018 : Célébrités en amour : Rainer Devon (Carter Jenkins)

#### Séries d'animation
- 2002 - 2009 : Eyeshield 21 : Yukimitsu Manabu, Sakuraba Haruto
- 2005 : Sacré Andy ! : Mush
- 2005 - 2008 : Le Chevalier d'Éon : D'Éon de Beaumont
- 2006 : Jane et le dragon : Gontrand (Gunther Breech dans la V.O.)
- 2008 - 2009 : Ce cher Ed : Ed
- 2008 - 2009 : Les Popilous : Chester
- 2009 : Perline : Jasper
- 2009 : South Park : Eric Cartman et Kenny McCormick (Saison 1, épisodes 1 à 6)
- 2009 : Zigby : Floc (Stink)
- 2010 - 2011 : Bip et Boulon : Boulon
- depuis 2010 : Le Chat dans le Chapeau est un futé rigolo : Le Chat

### Jeux vidéo
- 2012 : Assassin's Creed III : Mason Locke Weems